# Scharnhorst (Schiff, 1915)
Die Scharnhorst war ein als Vorpostenboot eingesetzter Fischdampfer der Kaiserlichen Marine vom Blücher-Typ. Es sank im Ersten Weltkriege. 

## Das Schiff
Die Scharnhorst wurde in von der Schiffbaugesellschaft Unterweser AG Schichau für die F(riedrich). A(ugust). Pust-Reederei als Fischdampfer gebaut und trug die Baunummer 0120. Sie lief offenbar am 20. Oktober 1915 vom Stapel und wurde am 12. November 1915 vermutlich zuerst an die Reederei ausgeliefert. Sie führte offenbar nur wenige Tage das Fischereikennzeichen PG 213 (PG = Preußisch Geestemünde) und wurde am 15. November von der Marine übernommen.
Im Ersten Weltkrieg war das Schiff Teil der Vorpostenflottille der Ems. Am 20. Mai 1917 lief die Scharnhorst  in der Westerems auf Position 53° 34 N/05° 36 O auf eine Mine und sank, wobei neun Angehörige der Besatzung ums Leben kamen.